# Розенталь, Татьяна Конрадовна
Татья́на Ко́нрадовна Розента́ль (3 июля 1884, Минск — 1921, Петроград) — российский врач-невролог, доктор медицины, первый практикующий психоаналитик в России.

## Биография
Татьяна Розенталь родилась 3 июля 1884 года в еврейской купеческой семье Хонеля Гилелевича Розенталя и Анны Абрамовны Шабад. Сестра С. К. Розенталя.
В 1902 году поступает на медицинский факультет Цюрихского университета. Часто прерывала учёбу для участия в революционном движении в России. Вступила в РСДРП, была участницей Бунда. В 1905 году становится председателем союза студентов Высших женских курсов в Санкт-Петербурге. В 1906 году возвращается в Цюрих, где продолжила обучение, защитив в 1909 году диссертацию на степень доктора медицины на тему послеродового мастита.
Во время учёбы увлеклась психоанализом после прочтения «Толкования сновидений» З. Фрейда. После окончания университета Т. Розенталь переезжает в Вену, где лично знакомится с Фрейдом. В 1909 году Т. Розенталь стала первой женщиной, выступившей в Берлинском психоаналитическом обществе, с докладом о произведении датской писательницы Карин Микаэлис «Опасный возраст» в свете психоанализа». В 1911 году Т. Розенталь становится членом Венского психоаналитического общества. 
В 1912 году Т. Розенталь возвращается в Россию, где устраивается врачом–ассистентом в Институт душевных болезней. В 1915 году выходит замуж, в браке рождается сын. 
Была участницей комитета по встрече Ленина, возвращавшегося в Россию в апреле 1917 года.
В 1918 году под псевдонимом Татьяна Ризен выпустила единственный сборник стихотворений «Руки слепой».
В 1919 году становится ассистентом по психотерапии в Институте по изучению мозга и психической деятельности, основанного В. М. Бехтеревым. В 1920 году Т. Розенталь опубликовала свою самую известную статью «Страдание и творчество Достоевского».
В 1921 году, в возрасте 36 лет, Татьяна Розенталь покончила жизнь самоубийством.
Вторая часть статьи, посвящённой Достоевскому, а также задуманные статьи об индивидуальной психологии А. Адлера и влиянии войны на формирование неврозов, остались неопубликованными и были утрачены.

## Публикации
- Розенталь Т. К. «Опасный возраст» в свете психоанализа». — 1911.
- Ризен Татьяна «Руки слепой». — Петроград: Издание М. И. Семенова, 1918.
- Розенталь Т. К. «Страдание и творчество Достоевского». — Ижевск: ERGO, 2011.
- Розенталь Т. К. «Стихотворения и переводы». — СПб.: Реноме, 2018.